# Burkina Faso

Położenie Burkina Faso w Afryce

Region Burkina Faso

Burkina Faso – państwo śródlądowe w Afryce Zachodniej. Dawniej Górna Wolta (Republique du Haute-Volta), w 1984 roku prezydent Thomas Sankara nadał mu nową nazwę, która oznacza „kraj prawych ludzi” w językach mossi i diula, będących głównymi rdzennymi językami kraju.
Stolicą kraju jest Wagadugu (Ouagadougou), nazywane przez Burkińczyków Ouaga.  
Członek Unii Afrykańskiej.

## Geografia
Obszar kraju jest przeważnie równinny, lokalnie z terenami wzniesionymi, zwłaszcza w zachodniej części kraju, gdzie sięga Wyżyna Gwinejska i znajduje się tu najwyższy szczyt kraju Pic de Nakourou (Tena Kuru) – 749 m n.p.m. przy samej granicy z Mali. Nieco dalej na wschód rozciąga się pasmo Chaîne de Banfora z główną atrakcją turystyczną kraju – wodospadami Cascades de Karfiguéla. Na terenie Burkina Faso rozpoczynają swój bieg także trzy ważne rzeki regionu: Wolta Czarna, Wolta Czerwona i Wolta Biała, które zlewają się następnie, tworząc rzekę Wolta. Naturalną szatą roślinną państwa jest sawanna. Na południowym zachodzie przy granicy z Mali oraz Wybrzeżem Kości Słoniowej występuje bujna roślinność sawannowa. Na północy natomiast rozciąga się sawanna sucha z niskimi akacjami i kolczastymi krzewami. Na północnym wschodzie kraju występuje roślinność pustynna. Często spotykanymi tu przedstawicielami świata zwierząt są żyrafy, słonie, lwy, zebry i sępy.

## Klimat
W Burkinie Faso występuje głównie klimat tropikalny z dwiema odrębnymi porami roku. Pora deszczowa występuje na południu kraju od maja do października, a na północy jest krótsza i trwa od lipca do września. Pora sucha trwa od 8 do 9 miesięcy, od października do czerwca. Podczas pory deszczowej opady w kraju utrzymują się na poziomie między 600 a 900 mm (24-35 cali). W suchej porze wieje pylny i gorący wiatr pasatowy harmattan. Burkina Faso jest często nawiedzana przez długotrwałe susze.
Można wyróżnić trzy główne strefy klimatyczne:
- sahelska: występuje w północnej części kraju i zazwyczaj poziom opadów utrzymuje się na poziomie do 600 mm (24 cali) opadów rocznie. Występują wysokie temperatury od 5 do aż 47 °C (40-115 °F).
- sudano-sahelska: rozciąga się między 11°3′ i 13°05′ szerokości geograficznej północnej. Występują pośrednie temperatury i opady.
- sudano-gwinejska: występuje na południu kraju. Poziom opadów wynosi ponad 900 mm deszczu rocznie, a średnie temperatury są na stosunkowo niskim poziomie.

## Historia
Na terenie współczesnego Burkina Faso istniały od X wieku liczne małe państwa. Początki państwowości wiążą się z migracjami ludu Mossi, który podporządkował sobie autochtoniczne plemiona Gurunsi, Lobi, Bobo i Kurumba. W XIV i XV wieku Mossi napadli na Mali i Songhaj. Pokonani przez władcę Songhaju Sunni Alego nie przyjęli islamu, lecz rozdrobnili się na mniejsze państwa, z których najważniejsze były Jatenga i Wagadugu. Te niewielkie monarchie oparte były na sakralizacji króla (noszącego tytuł moro naba). Stopniowo obszar Burkina Faso ulegał coraz większemu podziałowi na kolejne małe państwa z których najsilniejsze utrzymały się do XIX wieku.
W latach 1896–1901 małe państwa Mossich, pomimo silnego oporu, zostały podbite przez Francję. W 1919 z obszarów tych wydzielono kolonię Górna Wolta, która zasiliła skład Francuskiej Afryki Zachodniej. W latach 1932–1947 obszar podzielony został przez kolonie: Niger, Sudan Francuski i Wybrzeże Kości Słoniowej, następnie zjednoczony jako francuskie terytorium zamorskie. Po 1945 utworzono pierwsze afrykańskie związki zawodowe i partie, organizacje podjęły się walki z kolonialnymi rządami. W 1958 Górnej Wolcie nadano autonomię w ramach Wspólnoty Francuskiej. W 1960 proklamowano niepodległość republiki pod nazwą Górna Wolta. Ekipa rządząca zachowała silne związki z dotychczasową metropolią.
Pierwszym prezydentem i premierem został Maurice Yaméogo. Jego nieudolna polityka i kryzys gospodarczy doprowadziły w styczniu 1966 roku do wojskowego zamachu stanu. W miejsce rządu władzę objęła Najwyższa Rada Wojskowa, z pułkownikiem Sangoulé Lamizaną na czele. W 1970 ogłoszono nową konstytucję, na jej mocy w 1971 Lamizana został prezydentem i powołano rząd cywilny. Kryzys polityczny związany z katastrofalną sytuacją gospodarki doprowadził w 1974 do powołania przez prezydenta wojskowego rządu obrony narodowej. W styczniu 1978, po wielu latach rządów wojskowych, powstał nowy rząd, w większości cywilny. W tym samym roku odbyły się wybory do Zgromadzenia Narodowego. W 1980 władzę ponownie objęła armia. Po kolejnym puczu w 1983 roku władzę przejął kapitan Thomas Sankara. Nowa junta nazwana Narodową Radą Rewolucyjną, powołała trybunały ludowe i rozpoczęła walkę z korupcją. W 1984 Sankara zmienił nazwę państwa na Burkina Faso (w języku mossi oznacza to „kraj uczciwych ludzi”). Przywódca obiecał stworzenie systemu sprawiedliwości społecznej i doprowadzenie do samowystarczalności żywnościowej kraju, wzorując się przy tym na wzorcach libijskich. Dwukrotnie, w latach 1974–1975 i w 1985, doszło do wojen z Mali . Konflikt graniczny został rozstrzygnięty przez Międzynarodowy Trybunał Sprawiedliwości w 1986 .
Po kolejnym zamachu stanu w 1987 władzę objął kapitan Blaise Compaoré. Od 1989 roku następowała demokratyzacja kraju i tworzenie partii politycznych (np. w 2010 roku powstała Unia na rzecz Postępu i Reform). W 1991 ogłoszono nową konstytucję, przyjętą po powszechnym referendum. Wybory prezydenckie w kolejnych latach wygrywał Compaoré. W październiku 2014 w kraju miały miejsce masowe protesty i zamieszki spowodowane zapowiadaną nowelizacją prawa znoszącą limit prezydenckich kadencji. 30 października 2014 prezydent Blaise Compaoré wprowadził stan wyjątkowy, odwołał rząd, rozwiązał parlament i wyjechał do Senegalu. Następnego dnia podał się do dymisji ze stanowiska prezydenta, które w jego zastępstwie tymczasowo objął szef armii, generał Honoré Traoré. Objęcie przez niego tego stanowiska spotkało się ze sprzeciwem wśród niektórych środowisk opozycyjnych, które przypominały długotrwałą współpracę pomiędzy generałem a prezydentem oraz jego lojalność wobec dawnej głowy państwa. 1 listopada 2014 cieszący się większym poparciem społecznym podpułkownik Isaac Zida dostał poparcie armii do objęcia funkcji tymczasowej głowy państwa. Zida ogłosił także, że posiada pełną kontrolę nad krajem. 17 listopada 2014 pod naciskiem ze strony Unii Afrykańskiej i groźbą sankcji w związku z niedemokratyczną formą przejęcia władzy przez armię, 23-osobowy komitet złożony z przedstawicieli wojska, opozycji, środowisk obywatelskich i religijnych wybrał byłego ministra spraw zagranicznych Michela Kafando na nowego prezydenta kraju.
Okres transferu władzy naruszył nieudany zamach stanu, przeprowadzony 17 września 2015 pod dowództwem Gilberta Diendéré przeciwko prezydentowi Kafando. Ostatecznie pełnia władzy w kraju pozostała w rękach władz przejściowych, ale termin wyborów prezydenckich i parlamentarnych uległ przesunięciu z 11 października na 29 listopada 2015. Wybory parlamentarne wygrał centrolewicowy Ludowy Ruch na rzecz Postępu, a nowym prezydentem został były premier Roch Marc Christian Kaboré.
W dniach 23–24 stycznia 2022 doszło do zamachu stanu, przeprowadzonego pod dowództwem Paul-Henriego Sandaogo Damiby przeciwko prezydentowi Kaboré. Wojskowi obalili prezydenta, a władzę w kraju przejęła junta wojskowa – Patriotyczny Ruch na rzecz Ochrony i Odbudowy (MPSR). W nocy z 30 września na 1 października 2022 w Burkinie Faso doszło do ponownego przewrotu.
Po wspomnianym zamachu rozpoczęła się współpraca z Federacją Rosyjską. Miały miejsce liczne demonstracje na ulicach, pojawiały się flagi rosyjskie. Doszło także do ataku na francuską ambasadę. Powodem tych wydarzeń jest fakt, że Burkina Faso znajduje się między wpływami Francji i Rosji, gdzie każde z nich narzuca swoje zasady. W efekcie spowodowało to rozłam polityczny. Traore nowy lider wojskowej junty, reprezentant młodego pokolenia wojskowych obrał kierunek, w którym głównym sojusznikiem ma być Rosja. Na początku 2024 państwo opuściło ECOWAS. 

## Demografia
W Burkinie Faso szacowana średnia długość życia wynosi niemal 64 lata. Jest to jedna z niższych na świecie średnich długości życia. Mężczyźni żyją średnio 62 lata, a kobiety 65 lat. Mediana wieku mieszkańców wynosi powyżej 18 lat. W 2023 roku tempo wzrostu liczby ludności wynosiło 2,46%.
- Struktura wiekowa:
  - mieszkańcy w wieku od 0 do 14 lat stanowią 42,2% liczby ludności kraju,
  - mieszkańcy w wieku od 15 do 64 lat stanowią 54,6% liczby ludności kraju,
  - mieszkańcy w wieku 65 lat i powyżej stanowią 3,2% liczby ludności kraju.

- Mediana wieku (ogółem): 18,5 lat,
  - mężczyźni: 17,7 lat,
  - kobiety: 19,3 lat.[1]

- Struktura etniczna (2017)[20]:
  - Ludy woltajskie (głównie: Mossi – 46,4%, Gurma – 5,3%, Buamu – 1,8%, Dagara – 1,7%, Koromfe – 1,5%, Lobi – 1,5%, Lela – 1,4%, Senufowie – 1,4%)
  - Malinke (głównie: Diula – 10,3%)
  - Fulani: 10,0%
  - Mande (głównie: Bissa – 3,0% i Samo – 2,2%)
  - pozostali: 13,5%

### Miasta Burkina Faso
Poniższa lista przedstawia największe miasta Burkina Faso:
| 1  | Wagadugu       | Region Centre            | 1 149 000 |
| 2  | Bobo-Dioulasso | Region Hauts-Bassins     | 360 106   |
| 3  | Koudougou      | Region Centre-Ouest      | 87 347    |
| 4  | Ouahigouya     | Region Nord              | 79 504    |
| 5  | Banfora        | Region Cascades          | 60 288    |
| 6  | Dédougou       | Region Boucle du Mouhoun | 45 341    |
| 7  | Kaya           | Region Centre-Nord       | 40 017    |
| 8  | Tenkodogo      | Region Centre-Est        | 38 108    |
| 9  | Dori           | Region Sahel             | 37 806    |
| 10 | Réo            | Region Centre-Ouest      | 37 535    |

## Podział administracyjny
Burkina Faso podzielona jest na 13 regionów i 45 prowincji.

## Gospodarka
Kraj biedny, rozwijający się. Jest to efekt systematycznego wzrostu liczby ludności i słabej jakości gleby. Rolnictwo i hodowla zwierząt wytwarzają 32% produktu krajowego brutto, a trudni się nimi 80% ludności czynnej zawodowo. Główne uprawy to: sorgo, proso, kukurydza, orzeszki ziemne, ryż i bawełna. Przemysł słabo rozwinięty, przede wszystkim tekstylny i przetwórstwa żywności. Niewielka ilość surowców naturalnych jak: miedź, żelazo, rudy manganu i najważniejsze z nich – złoto. Kilkaset tysięcy osób co roku migruje do państw sąsiednich w poszukiwaniu pracy, m.in. do Wybrzeża Kości Słoniowej i Ghany.
ONZ zalicza Burkinę Faso do grupy najsłabiej rozwiniętych państwa świata (tzw. LDC –  Least Developed Countries).

## Kultura
Główne gałęzie lokalnego rzemiosła to wyplatanie koszyków, ceramika, barwienie tkanin i wykonywanie skórzanych przedmiotów. Przedmioty takie jak figurki, instrumenty muzyczne i maski, produkowane są często do użytku kościelnego. Wielu artystów produkuje pamiątki dla ciągle rosnącego ruchu turystycznego (Burkina Faso jest jednym z najchętniej odwiedzanych krajów w Afryce Zachodniej). W kilku miastach działają muzea, w których zbiorach znajdują się liczne ekspozycje związane z rozwojem lokalnej kultury – maski afrykańskie, figurki, obrazy. Burkina Faso jest jednym z najbardziej znaczących państw afrykańskiej kinematografii. Wagadugu zostało nazwane afrykańską stolicą filmu, głównie za sprawą organizowanego co dwa lata festiwalu FESPACO. Najbardziej znane filmy z tego kraju to „Yaaba” czy „Delwende”.
Lokalni artyści tworzą głównie muzykę folkową (Farafina) różniącą się jednak w różnych grupach etnicznych. W kraju działają też muzycy reprezentujący inne style muzyczne – pop, rap, reggae np. Greg Burkimbila, Floby, Sissao.

## Atrakcje turystyczne
W Burkinie Faso możemy znaleźć wiele atrakcji turystycznych, oto niektóre z nich:
- Muzeum Manega
- Święte krokodyle z Sabou
- Muzeum w Bobo-Dioulasso
- Wodospady w Banfora
- Wierzchołki w pobliżu Sindou
- Park Bangr Weogo
- Ruiny w pobliżu Loropéni
- Park Narodowy W
- Park Narodowy Arly
- Wielki Meczet w Bobo-Dioulasso
- Katedra w Wagadugu

## Sport
W sporcie Burkina Faso znana jest głównie z piłki nożnej. W 2013 roku drużyna narodowa zdobyła wicemistrzostwo w Pucharze Narodów Afryki, przegrywając 0–1 z reprezentacją Nigerii.
Reprezentacja narodowa kraju w piłce nożnej U-17 może również poszczycić się dobrymi wynikami. W 2001 roku Burkińczycy wywalczyli 3. miejsce na Mistrzostwach Świata U-17, pokonując 2-0 Argentynę.
W Burkinie Faso bardzo popularnym sportem jest też kolarstwo (głównie za sprawą organizowanego co roku Tour du Faso) oraz koszykówka (w 2013 roku drużyna narodowa po raz pierwszy zakwalifikowała się do Mistrzostw Afryki rozgrywanych w Wybrzeżu Kości Słoniowej). Ciągle rosnącym zainteresowaniem cieszy się w tym kraju rugby. Drużyna narodowa należy do IRB. Reprezentacja Burkiny Faso od 1989 roku bierze udział w Igrzyskach frankofońskich.

## Religia
Struktura religijna w 2020 roku, według The ARDA:
- islam (sunnici) – 54,5%
- chrześcijaństwo – 23,3%:
  - katolicyzm – 15,3%
  - protestanci – 8,4% (w większości zielonoświątkowcy)
  - niezależne kościoły – 0,44%
- religie etniczne, animizm – 21,6%
- brak religii – 0,54%
- bahaizm – 0,02%.